# Vaderland (Schiff, 1872)
Der Passagiertankdampfer Vaderland stellte einen Schiffstyp dar, mit dem gleichzeitig Petroleum als Massengut sowie Passagiere transportiert werden sollten.

## Geschichte
Die Vaderland als einziger Vertreter dieses Typs wurde 1872 bei der Werft Palmers Shipbuilding and Iron Company in Jarrow upon Tyne, Großbritannien als Baunummer 289 für die auch als Red Star Line bekannte belgische Reederei Societe Anonyme de Navigation Belge-Americaine in Antwerpen gebaut. Es sollte im Linienverkehr zwischen den Vereinigten Staaten und Europa betrieben werden. Der Grundgedanke dieses Schiffes, welches wesentliche Elemente der erst 1886 ebenfalls in Newcastle am Tyne gebauten Glückauf vorwegnahm, war es, die für die Tankschifffahrt typische Ballastfahrt zum Ladehafen zu vermeiden. Das bereits fertiggestellte Schiff erhielt von den zuständigen Behörden jedoch nicht die erforderliche Erlaubnis zur Passagierbeförderung. Die Reederei verzichtete daraufhin auf beide Betriebsmöglichkeiten und ließ die Vaderland, ebenso wie die schon im Bau befindlichen Schwesterschiffe Nederland und Switzerland zu herkömmlichen Stückgutschiffen umbauen.
Im Jahre 1889 wurde das Schiff an einen französischen Eigner veräußert und in Geographique umbenannt. Schon am 2. Oktober 1889 sank das Schiff – 45 Seemeilen westlich von Saint-Pierre und Miquelon – nach einer Kollision.

## Laderaumanordnung
Das Schiff war in zwei Bereiche aufgeteilt:
- Drei Passagierdecks.
- Fünf unter den Passagierdecks angeordnete, mit von mittschiffs oben über Füll- und Expansionsschächte mit Öl zu befüllende Petroleumtanks. Die Entlüftung erfolgte analog über die vorgenannten Schächte. Die Tankwände bildeten mit der zwischen 50 und 70 cm entfernten Außenhaut des Schiffes eine Doppelhülle.